# NGC 5461

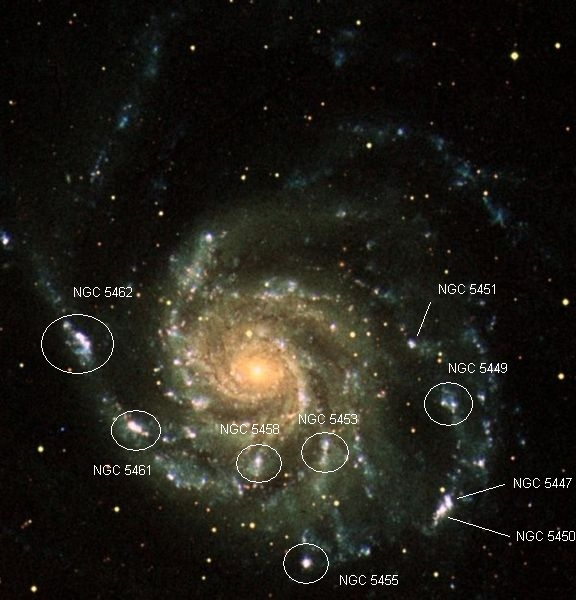
Messier 101 na zdjęciu NASA. NGC 5461 to mały, jasny obszar na lewo i poniżej jądra galaktyki.

NGC 5461 – obszar H II i chmura gwiazd w południowo-wschodniej części galaktyki Messier 101 znajdującej się w gwiazdozbiorze Wielkiej Niedźwiedzicy. Odkrył go 14 kwietnia 1789 roku William Herschel.